# Fossa olímpica
Fossa olímpica é uma prova olímpica de tiro desportivo, disputada por ambos os sexos. O objectivo é disparar sobre um número específico de alvos, ou pratos, em forma de disco 11 cm de diâmetro, e feitos com base em betume e calcário.
Em cada prova são lançados 125 pratos para os homens e 75 para as mulheres, em séries de 25 unidades. No final da fase classificatória, os seis atiradores com a maior soma de pratos quebrados disputam uma série final na qual se disputam as medalhas. A pontuação final é a soma do número de pratos quebrados da final com os pontos da fase classificatória. O prato é classificado como bom quando se quebra um pedaço visível para o juiz, caso o prato não se quebre é considerado prato perdido ou "zero".
A pedana de fossa olímpica se divide em 5 posições, para cada posição se encontra 3 máquinas lançadoras de pratos a 15 metros de distância enterradas em uma fossa. As máquinas lançam os pratos variando em ângulo, de 45° para esquerda até 45° para direita, e em altura. O prato possui uma velocidade inicial de cerca de 100 km/h, e é lançado imediatamente após um comando de voz do atirador, quando este está preparado com a arma empunhada no ombro. O atirador, ocupando um dos 5 postos, não possui conhecimento qual máquina irá lançar o prato. O atirador pode dar dois disparos por prato (com exceção da fase final, em que só é permitido um), sendo indiferente se quebrar no primeiro ou no segundo disparo. O atirador tem o tempo que necessitar para disparar o tiro após o lançamento do prato, contudo o alvo se afasta cada vez mais dificultando o acerto. Geralmente o primeiro disparo se dá em 7 décimos de segundo e o segundo entre 9 à 10 décimos, necessitando de um alto nível de reflexo dos praticantes.
O recorde do mundo da modalidade corresponde ao máximo possível de pontos alcançados numa prova: 75 nas senhoras e 125 nos homens.

## História
A fossa olímpica estreou-se nos Jogos de 1900 e mantém-se no programa dos jogos até hoje, com duas interrupções: na edição de 1904 e nas edições de 1928 e 1948. A fossa olímpica regressou de vez nos Jogos de Helsínquia. A prova exclusiva de senhoras foi introduzida nos jogos de Sydney 2000. Até esta data, a fossa olímpica era aberta a ambos os sexos.
O atirador português Armando Marques conquistou uma medalha de prata na prova de fossa olímpica de Montreal 1976.

## Campeões mundiais - masculino
Esta é a lista de campeões mundiais da modalidade, na categoria masculina.
| Year | Place                                 | Ouro                        | Prata                       | Bronze                      |
| ---- | ------------------------------------- | --------------------------- | --------------------------- | --------------------------- |
| 1929 | Stockholm                             | Predefinição:Flag athl iocc | Predefinição:Flag athl iocc | Predefinição:Flag athl iocc |
| 1930 | Roma                                  | Predefinição:Flag athl iocc | Predefinição:Flag athl iocc | Predefinição:Flag athl iocc |
| 1931 | Leópolis                              | Predefinição:Flag athl iocc | Predefinição:Flag athl iocc | Predefinição:Flag athl iocc |
| 1933 | Viena                                 | Predefinição:Flag athl iocc | Predefinição:Flag athl iocc | Predefinição:Flag athl iocc |
| 1934 | Budapeste                             | Predefinição:Flag athl iocc | Predefinição:Flag athl iocc | Predefinição:Flag athl iocc |
| 1935 | Bruxelas                              | Predefinição:Flag athl iocc | Predefinição:Flag athl iocc | Predefinição:Flag athl iocc |
| 1936 | Berlim                                | Predefinição:Flag athl iocc | Predefinição:Flag athl iocc | Predefinição:Flag athl iocc |
| 1937 | Helsinque                             | Predefinição:Flag athl iocc | Predefinição:Flag athl iocc | Predefinição:Flag athl iocc |
| 1938 | Luhačovice                            | Predefinição:Flag athl iocc | Predefinição:Flag athl iocc | Predefinição:Flag athl iocc |
| 1939 | Berlim                                | Predefinição:Flag athl iocc | Hermann von dem Bongart     | Predefinição:Flag athl iocc |
| 1947 | Estocolmo                             | Predefinição:Flag athl iocc | Predefinição:Flag athl iocc | Predefinição:Flag athl iocc |
| 1949 | Buenos Aires                          | Predefinição:Flag athl iocc | Predefinição:Flag athl iocc | Predefinição:Flag athl iocc |
| 1950 | Madri                                 | Predefinição:Flag athl iocc | Predefinição:Flag athl iocc | Predefinição:Flag athl iocc |
| 1952 | Oslo                                  | Predefinição:Flag athl iocc | Predefinição:Flag athl iocc | Predefinição:Flag athl iocc |
| 1954 | Caracas                               | Predefinição:Flag athl iocc | Predefinição:Flag athl iocc | Predefinição:Flag athl iocc |
| 1958 | Moscou                                | Predefinição:Flag athl iocc | Predefinição:Flag athl iocc | Predefinição:Flag athl iocc |
| 1959 | Cairo                                 | Predefinição:Flag athl iocc | Predefinição:Flag athl iocc | Predefinição:Flag athl iocc |
| 1961 | Oslo                                  | Predefinição:Flag athl iocc | Predefinição:Flag athl iocc | Predefinição:Flag athl iocc |
| 1962 | Cairo                                 | Predefinição:Flag athl iocc | Predefinição:Flag athl iocc | Predefinição:Flag athl iocc |
| 1965 | Santiago                              | Predefinição:Flag athl iocc | Predefinição:Flag athl iocc | Predefinição:Flag athl iocc |
| 1966 | Viesbade                              | Predefinição:Flag athl iocc | Predefinição:Flag athl iocc | Predefinição:Flag athl iocc |
| 1967 | Bolonha                               | Predefinição:Flag athl iocc | Predefinição:Flag athl iocc | Predefinição:Flag athl iocc |
| 1969 | San Sebastian                         | Predefinição:Flag athl iocc | Predefinição:Flag athl iocc | Predefinição:Flag athl iocc |
| 1970 | Phoenix                               | Predefinição:Flag athl iocc | Predefinição:Flag athl iocc | Predefinição:Flag athl iocc |
| 1971 | Bolonha                               | Predefinição:Flag athl iocc | Predefinição:Flag athl iocc | Predefinição:Flag athl iocc |
| 1973 | Melbourne                             | Predefinição:Flag athl iocc | Predefinição:Flag athl iocc | Predefinição:Flag athl iocc |
| 1974 | Berna                                 | Predefinição:Flag athl iocc | Predefinição:Flag athl iocc | Predefinição:Flag athl iocc |
| 1975 | Munique                               | Predefinição:Flag athl iocc | Predefinição:Flag athl iocc | Predefinição:Flag athl iocc |
| 1977 | Antibes                               | Predefinição:Flag athl iocc | Predefinição:Flag athl iocc | Predefinição:Flag athl iocc |
| 1978 | Seul                                  | Predefinição:Flag athl iocc | Predefinição:Flag athl iocc | Predefinição:Flag athl iocc |
| 1979 | Montecatini Terme                     | Predefinição:Flag athl iocc | Predefinição:Flag athl iocc | Predefinição:Flag athl iocc |
| 1981 | Tucumã                                | Predefinição:Flag athl iocc | Predefinição:Flag athl iocc | Predefinição:Flag athl iocc |
| 1982 | Caracas                               | Predefinição:Flag athl iocc |                             | Predefinição:Flag athl iocc |
| 1983 | Edmonton                              | Predefinição:Flag athl iocc | Predefinição:Flag athl iocc | Predefinição:Flag athl iocc |
| 1985 | Montecatini Terme                     | Predefinição:Flag athl iocc | Predefinição:Flag athl iocc | Predefinição:Flag athl iocc |
| 1986 | Suhl                                  | Predefinição:Flag athl iocc | Predefinição:Flag athl iocc | Predefinição:Flag athl iocc |
| 1987 | Valencia                              | Predefinição:Flag athl iocc | Predefinição:Flag athl iocc | Predefinição:Flag athl iocc |
| 1989 | Montecatini Terme                     | Predefinição:Flag athl iocc | Predefinição:Flag athl iocc | Predefinição:Flag athl iocc |
| 1990 | Moscou                                | Predefinição:Flag athl iocc | Predefinição:Flag athl iocc | Predefinição:Flag athl iocc |
| 1991 | Perth                                 | Predefinição:Flag athl iocc | Predefinição:Flag athl iocc | Predefinição:Flag athl iocc |
| 1993 | Barcelona                             | Predefinição:Flag athl iocc | Predefinição:Flag athl iocc | Predefinição:Flag athl iocc |
| 1994 | Fagnano                               | Predefinição:Flag athl iocc | Predefinição:Flag athl iocc | Predefinição:Flag athl iocc |
| 1995 | Nicósia                               | Predefinição:Flag athl iocc | Predefinição:Flag athl iocc | Predefinição:Flag athl iocc |
| 1997 | Lima                                  | Predefinição:Flag athl iocc | Predefinição:Flag athl iocc | Predefinição:Flag athl iocc |
| 1998 | Barcelona                             | Predefinição:Flag athl iocc | Predefinição:Flag athl iocc | Predefinição:Flag athl iocc |
| 1999 | Tampere                               | Predefinição:Flag athl iocc | Predefinição:Flag athl iocc | Predefinição:Flag athl iocc |
| 2001 | Cairo                                 | Predefinição:Flag athl iocc | Predefinição:Flag athl iocc | Predefinição:Flag athl iocc |
| 2002 | Lahti                                 | Predefinição:Flag athl iocc | Predefinição:Flag athl iocc | Predefinição:Flag athl iocc |
| 2003 | Nicósia                               | Predefinição:Flag athl iocc | Predefinição:Flag athl iocc | Predefinição:Flag athl iocc |
| 2005 | Lonato                                | Predefinição:Flag athl iocc | Predefinição:Flag athl iocc | Predefinição:Flag athl iocc |
| 2006 | Zagreb                                | Predefinição:Flag athl iocc | Predefinição:Flag athl iocc | Predefinição:Flag athl iocc |
| 2007 | Nicosia                               | Predefinição:Flag athl iocc | Predefinição:Flag athl iocc | Predefinição:Flag athl iocc |
| 2009 | Maribor                               | Predefinição:Flag athl iocc | Predefinição:Flag athl iocc | Predefinição:Flag athl iocc |
| 2010 | Munich                                | Predefinição:Flag athl iocc | Predefinição:Flag athl iocc | Predefinição:Flag athl iocc |
| 2011 | Belgrade                              | Predefinição:Flag athl iocc | Predefinição:Flag athl iocc | Predefinição:Flag athl iocc |
| 2013 | Lima                                  | Predefinição:Flag athl iocc | Predefinição:Flag athl iocc | Predefinição:Flag athl iocc |
| 2014 | Predefinição:Country data SPA Granada | Predefinição:Flag athl iocc | Predefinição:Flag athl iocc | Predefinição:Flag athl iocc |
| 2015 | Lonato                                | Predefinição:Flag athl iocc | Predefinição:Flag athl iocc | Predefinição:Flag athl iocc |
| 2017 | Moscou                                | Predefinição:Flag athl iocc | Predefinição:Flag athl iocc | Predefinição:Flag athl iocc |
| 2018 | Changwon                              | Predefinição:Flag athl iocc | Predefinição:Flag athl iocc | Predefinição:Flag athl iocc |
| 2019 | Lonato                                | Matthew Coward-Holley (GBR) | Mauro De Filippis (ITA)     | Khaled Al-Mudhaf (KUW)      |